# Ferdynand Motas
Ferdynand Motas (ur. 23 października 1942 w Rakovacu, zm. 19 czerwca 2015) – polski samorządowiec, od 1990 do 1994 prezydent Tczewa.

## Życiorys
Urodził się w miejscowości Rakovac na terenie Bośni i Hercegowiny, gdzie w tamtym czasie pracowali jego pochodzący z Grębowa dziadkowie. W 1946 wraz z rodziną osiedlił się w Polsce. Ukończył studia w Wyższej Szkole Rolniczej w Poznaniu. Od 1968 związany z Tczewem, podjął pracę w Tczewskiej Stoczni Rzecznej, w której jako technolog był zatrudniony do 1990. W 1989 został zastępcą Jana Kulasa, przewodniczącego miejskiego Komitetu Obywatelskiego. Uaktywnił wówczas Tczewski Fundusz Pomocy Najuboższym, zajmujący się wydawaniem bezpłatnych posiłków. Po wyborach samorządowych w 1990 został powołany na urząd prezydenta Tczewa, który sprawował do 1994. W kolejnej kadencji był radnym miejskim. W wyborach w 1991 bezskutecznie kandydował do Sejmu z listy Koalicji Republikańskiej. W wyborach w 2006 nie uzyskał mandatu radnego. Pracował w lokalnej stoczni, następnie do czasu przejścia na emeryturę w hurtowni papierniczej. W 2010 ponownie wybrany do rady miejskiej (z listy Prawa i Sprawiedliwości). W 2014 nie odnowił mandatu.